# Сапега, Павел Франтишек
Князь Павел Франтишек Сапега (пол. Paweł Franciszek Sapieha, род. до 23 апреля 1657 — 1 октября 1715, Кодно) — церковный и государственный деятель Великого княжества Литовского, полковник литовской армии (1683), пробст коденский (1688), каноник варшавский (1690), духовный секретарь великий литовский (1704—1713), епископ жемайтский (1715),

## Биография
Представитель коденской линии литовского магнатского рода Сапег герба «Лис». Младший (третий) сын польного писаря коронного Яна Фредерика Сапеги (1618—1664) и Констанции Гербут. Старшие братья — воевода брацлавский Николай Леон и воевода трокский Казимир Владислав Сапеги.
Учился в иезуитских коллегиумах во Львове и Варшаве. Продолжил своё образование в Западной Европе, посетил Италию, Францию, Нидерланды и Германию. В 1679 году вернулся в Литву.
В 1683 году в чине полковника литовских войск Павел Франтишек Сапега участвовал в походе польско-литовской армии в Словакию и Венгрию. В 1684 году отказался от военной карьеры и принял духовный сан. В 1686 году был рукоположен в священники. С 1686 года — пробст в Кодно. Длительное время находился при дворе короля польского и великого князя литовского Яна III Собеского. В 1690 году получил сан каноника варшавского, от которого отказался в 1699 году.
В 1694 году стал аббатом цистерцианцев в Парадизе, с 1708 года — генеральный комиссар Ордена цистерцианцев в Речи Посполитой.
Павел Франтишек Сапега в 1702 году сохранил верность польскому королю Августу II Сильному, который в 1704 году передал ему должность духовного секретаря великого литовского. Летом 1707 года под давлением своих родственников перешел на сторону Станислава Лещинского.
21 января 1715 года Павел Франтишек Сапега получил сан епископа жемайтского.
1 октября 1715 года скончался в Кодно и был похоронен в местном костеле Святой Анны.